# ガッターティコ
ガッターティコ（伊: Gattatico）は、イタリア共和国エミリア＝ロマーニャ州レッジョ・エミリア県にある、人口約5,700人の基礎自治体（コムーネ）。

## 地理

### 位置・広がり

#### 隣接コムーネ
隣接するコムーネは以下の通り。括弧内のPRはパルマ県所属を示す。
- ブレシェッロ
- カンページネ
- カステルノーヴォ・ディ・ソット
- パルマ (PR)
- ポヴィーリオ
- サンティラーリオ・デンツァ
- ソルボロ・メッツァーニ (PR) (ソルボロ)

### 気候分類・地震分類
ガッターティコにおけるイタリアの気候分類 (it) および度日は、zona E, 2367 GGである。
また、イタリアの地震リスク階級 (it) では、zona 3 (sismicità bassa) に分類される。

## 行政

### 分離集落
ガッターティコには、以下の分離集落（フラツィオーネ）がある。
- Gattatico, Cantone, Case Reverberi, Nocetolo, Olmo, Paulli, Ponte Enza, Praticello (sede comunale), Taneto

## 姉妹都市
- メリッサ、イタリア
- ツィーレンベルク、ドイツ